# District de Goesan
Le district de Goesan est un district de la province du Chungcheong du Nord, en Corée du Sud.

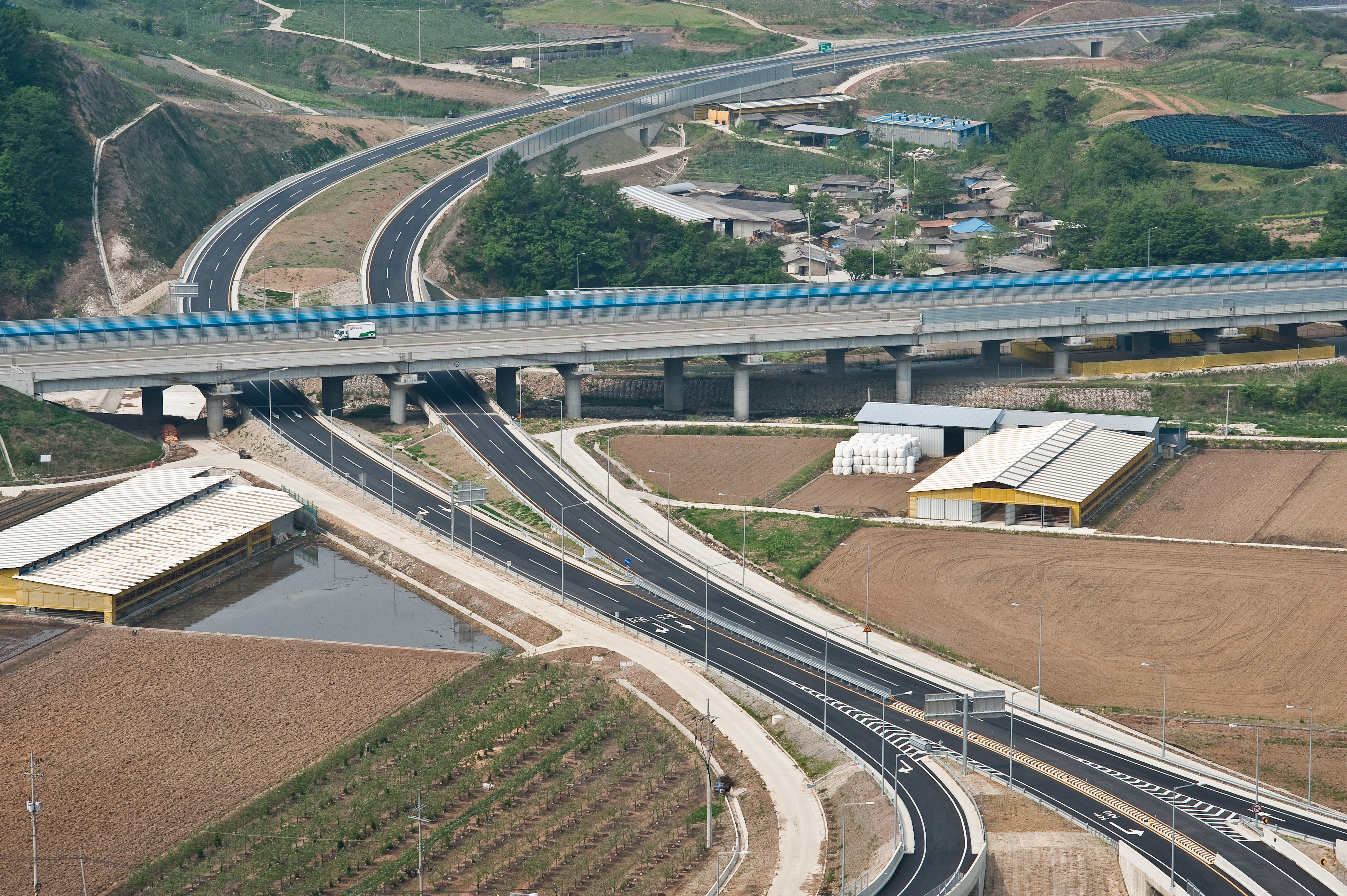
Autoroute nationale n°3 et passage supérieur de l'autoroute intérieure de Jungbu